# Johannes Siemes

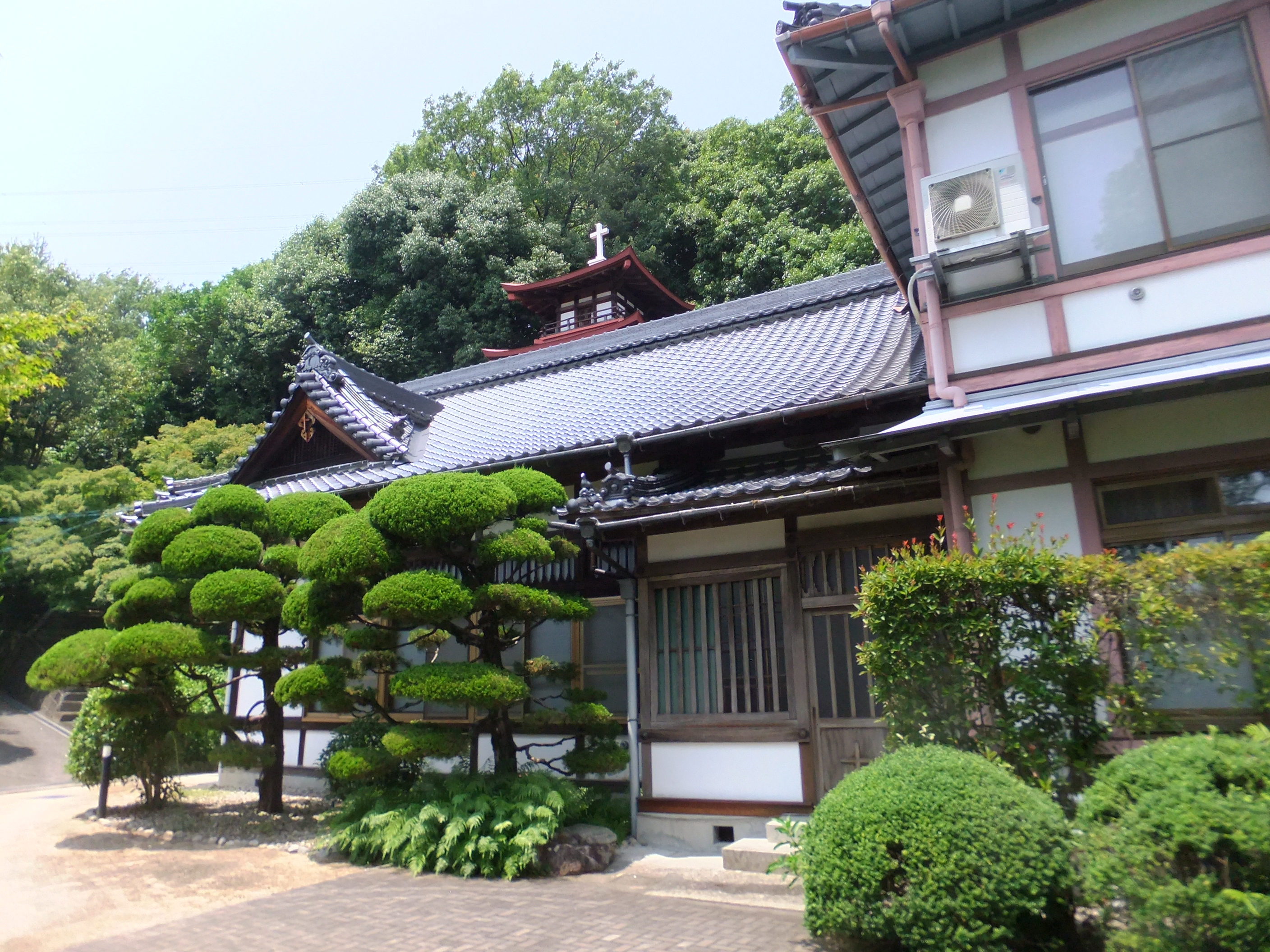
Jesuiten-Kommunität in Hiroshima-Nagatsuka (2014)

Johannes Baptist Siemes SJ (japanisch ヨハネス・ジーメス yohanesu jīmesu; * 22. Oktober 1907 in Köln als Johannes Wilhelm Siemes; † 6. August 1983 in Tokio, Japan) war ein deutscher Jesuit, Philosoph und Autor. Er erlebte den Atombombenabwurf auf Hiroshima.

## Leben
Nach dem Abitur am Kölner Dreikönigsgymnasium trat Siemes 1927 der Ordensgemeinschaft der Jesuiten bei. Für sein zweijähriges Noviziat kam er nach ’s-Heerenberg. Von 1929 bis 1932 studierte er Philosophie am Ignatiuskolleg in Valkenburg aan de Geul, Provinz Limburg der Niederlande, und der Universität Dublin in Irland. Er meldete sich freiwillig nach Japan und studierte von 1932 bis 1934 Japanische Sprache und lehrte Deutsch an der Sophia-Universität in Tokio. Nach einem weiteren Theologiestudium in Valkenburg wurde er 1937 zum Priester geweiht. Von 1938 bis 1939 absolvierte er ein Aufbaustudium in Philosophie an der Westfälischen Wilhelms-Universität in Münster, vor allem bei dem Existenzphilosophen Peter Wust. 1940 wurde er in Philosophie an der Päpstlichen Universität Gregoriana in Rom promoviert. Kurz darauf kehrte er nach Japan zurück und unterrichtete Philosophie am Institut für Philosophie der Fakultät für Geisteswissenschaften der Sophia-Universität in Tokio. 1941 wurde er zum Professor für Philosophie an der Sophia-Universität ernannt.
Nach dem Beginn der regelmäßigen Luftangriffe auf Tokio im November 1944 zogen die Dozenten und Studenten Anfang 1945 in das 1938 fertiggestellte Noviziatshaus in Nagatsuka, etwa fünf Kilometer nördlich von Hiroshima. Siemes erlebte den Atombombenabwurf vom 6. August 1945 und dokumentierte das Geschehen in einem Augenzeugenbericht mit dem Titel Eyewitness Account of Hiroshima. Er war einer von insgesamt 16 Jesuiten, die sich beim Abwurf der Bombe im Raum Hiroshima aufhielten.
1951 eröffnete die Sophia University Graduate School of Philosophy wieder einen Studienkurs und Siemes wurde zum Dekan der philosophischen Fakultät gewählt. Ab 1979 lehrte er als emeritierter Professor an der Sophia-Universität.
Johannes Siemes galt als Experte für Leben und Werk von Hermann Roesler und Friedrich Schlegel.
Im amerikanischen Fernsehfilm Hiroshima: Out of the Ashes (deutscher Titel: Brennende Erde) von 1990 wird Johannes Siemes vom sehr viel älteren Max von Sydow dargestellt.

## Siemes’ Augenzeugenbericht
Im September 1945 schrieb Siemes seine Erinnerungen an den Tag des Atombombenabwurfs nieder, vermutlich auf Deutsch. Zu diesem Zeitpunkt war er in Tokio und wurde von Nuklearmedizinern des Manhattan Project untersucht und befragt. In seinem Bericht beschreibt er, wie er und seine Mitbrüder im Noviziat die Explosion der Bombe und ihre Folgen erlebten, wie ein Strom von Verletzten aus der Stadt flüchtete und wie die Jesuiten-Gemeinschaft ihre beschädigten Räume als Notlazarett für knapp einhundert Verwundete herrichtete, in denen Pedro Arrupe sie versorgte, der eine medizinische Ausbildung hatte. Am Nachmittag machte er sich mit einem Suchtrupp, darunter Klaus Luhmer und Helmut Erlinghagen, in die Stadt auf, um die Jesuiten zu retten, die bei der katholischen Pfarrkirche nahe dem Stadtzentrum lebten. Im Asano-Park (Shukkei-Garten) fanden sie vier von ihnen (Hugo Lassalle, Wilhelm Kleinsorge, Hubert Cieslik und Hubert Schiffer) lebend, wenn auch mit Verletzungen unterschiedlicher Schwere, und konnten sie in das Noviziat in Sicherheit bringen. Siemes schloss seinen Bericht am 20. September 1945 ab. Zu diesem Zeitpunkt war das Ausmaß der Strahlenkrankheit nur unzureichend bekannt, wie in seinem Bericht deutlich wird.
Siemes beendete seinen Bericht mit einem Absatz über das ethische Problem des Atombombengebrauchs und der Frage: „Müssen wir nicht sagen, dass ein totaler Krieg ein größeres physisches und moralisches Übel ist als alles Gute, was wir daraus zu erzielen hoffen? Hoffentlich geben uns die Moraltheologen bald eine klare Antwort auf diese Frage.“
Siemes gab ein Exemplar seines Berichts an Stafford L. Warren, der es durch den ebenfalls zur Gruppe gehörenden Pathologen Averill A. Liebow von der Yale University übersetzen ließ. Ein Interview mit Siemes fand Eingang in den Dokumentar-/Propagandafilm The Atom Strikes! Dabei ist bemerkenswert, dass Siemes, durchaus abweichend vom allgemeinen Tenor des Films, am Ende des Interviews den Absatz mit der ethischen Frage aus seinem Bericht vortragen kann.
Anfang 1946 stellte Siemes seinen Bericht der amerikanischen Zeitschrift Jesuit Mission zur Verfügung. Als erstes erschien er jedoch in der Ausgabe des Magazins Time vom 11. Februar 1946 unter der Schlagzeile: From Hiroshima: A Report and a Question. Dadurch erlebte der Bericht eine weite Verbreitung. Es folgten Jesuit Missions im März 1946, allerdings mit Kürzungen, auch des letzten Absatzes, so dass die ethische Problematisierung wegfällt. sowie im Bulletin of the Atomic Scientists und der Saturday Review of Literature im Mai 1946. Als das United States Strategic Bombing Survey Ende Juni 1946 einen Bericht The Atomic Bombing of Hiroshima and Nagasaki veröffentlichte, enthielt dieser den Augenzeugenbericht von Siemes als Anhang.
Susan E. Swanberg von der University of Arizona hat darauf hingewiesen, wie sehr der Bericht von Siemes die berühmte Reportage Hiroshima von John Hersey geprägt hat.
Wegen seiner frühen Verbreitung in englischer Sprache wird der Bericht von Siemes bis heute häufig verwendet und zitiert.

## Schriften
- Atomic Bomb on Hiroshima. 1946.
- Hermann Roesler und die Einführung des deutschen Staatsrechts in Japan. Tokio 1962.
- Hermann Roesler and the Making of the Meiji State. An Examination of His Background and His Influence on the Founders of Modern Japan & the Complete Text of the Meiji Constitution Accompanied by His Personal Commentaries and Notes., Sophia University, 1968.

Nachdruck 1989, ISBN 978-1-4629-1254-4.
- Die Gründung des modernen japanischen Staates und das deutsche Staatsrecht. Der Beitrag Hermann Roeslers (= Schriften zur Verfassungsgeschichte. Band 23). Berlin: Duncker & Humblot 1975, ISBN 978-3-428-03221-1.
- The Day the Bomb Fell: Hiroshima, 6 August 1945 – An Eye-witness. Catholic Truth Society 1984, ISBN 978-0-85183-594-5.

Artikel
- The Atomic Age: Hiroshima: Eye-Witness. In: Saturday Review of Literature XXIX (May 11, 1946), S. 24–25, 40–44.
- From Hiroshima: A Report and a Question In: Time XLVII (Feb. 11, 1946), S. 26–27.
- Our Lady of Fatima’s Protective Shield and The Two Atomic Bombs Dropped on Japan in 1945. N.p., n.d. Web. 20 Apr. S. 2015.

Interview
- John A. Siemes (Johannes Siemes). In: The Atom Strikes! vom 31. Dezember 1945 (engl.).